# 上豐田站
上豐田站（日语：／ Kami-Toyota eki */?）是位於日本愛知縣豐田市上原町，屬於名古屋鐵道豐田線的鐵路車站。車站編號是TT01。

## 構造
本站為對向式月台2面2線的高架車站。
| 月台 | 路線   | 方向 | 目的地                   |
| ---- | ------ | ---- | ------------------------ |
| 1    | 豐田線 | 上行 | 往豐田市                 |
| 2    | 豐田線 | 下行 | 地下鐵伏見、上小田井方向 |

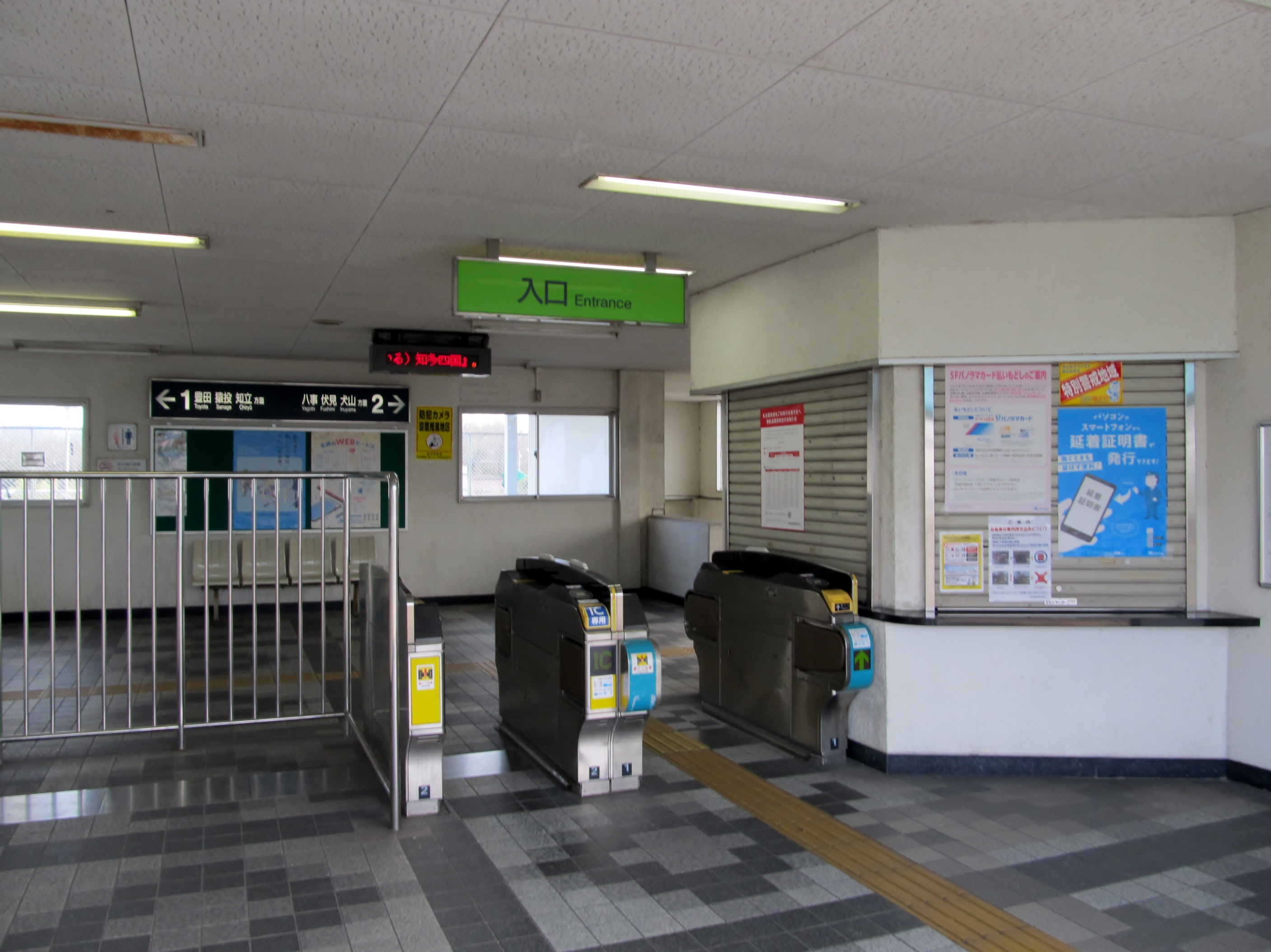
驗票口(2024年2月)
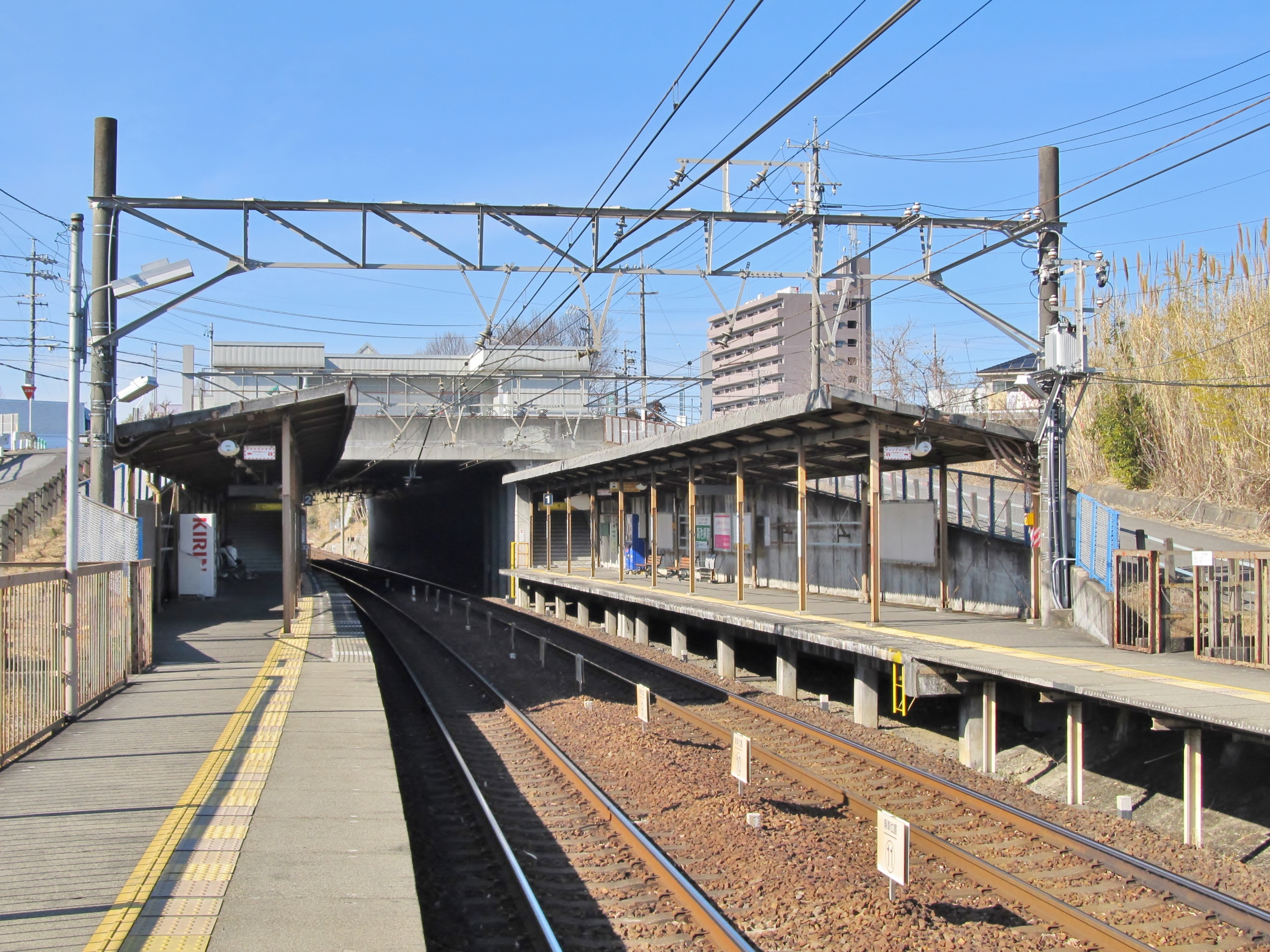
月台(2024年2月)
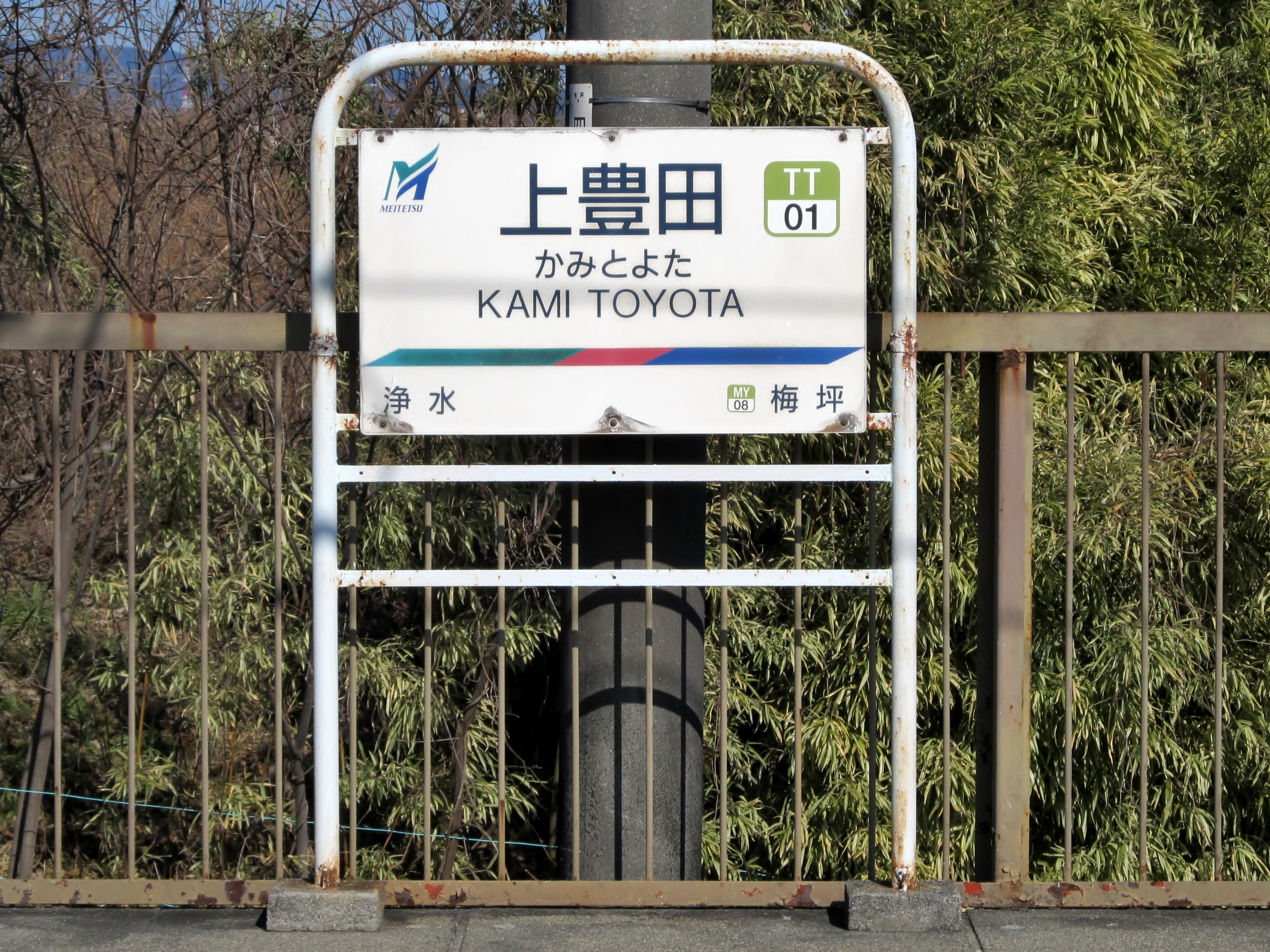
站名牌(2024年2月)

### 配線圖
| ← 赤池方向      | 上豐田站 構內配線略圖 | → 豐田市方向 |
| 图例 参考文献： |                       |              |

## 使用情況
| 年度   | 1日平均 上下車人次 |
| ------ | ------------------ |
| 2003年 | 2,884              |
| 2004年 | 2,921              |
| 2005年 | 3,029              |
| 2006年 | 3,108              |
| 2007年 | 3,200              |
| 2008年 | 3,256              |
| 2009年 | 3,134              |
| 2010年 | 3,091              |
| 2011年 | 3,037              |
| 2012年 | 3,123              |
| 2013年 | 3,230              |
| 2014年 | 3,141              |
| 2015年 | 3,175              |
| 2016年 | 3,186              |
| 2017年 | 3,268              |
| 2018年 | 3,252              |

## 相鄰車站
名古屋鐵道
 豐田線
淨水（TT02）－上豐田（TT01）－梅坪（MY08）

### 來源
1. 1 2  駅時刻表：名古屋鉄道・名鉄バス （页面存档备份，存于）、2018年2月24日閲覧
2. ↑  電気車研究会、『鉄道ピクトリアル』通巻第816号 2009年3月 臨時増刊号 「特集 - 名古屋鉄道」、巻末折込「名古屋鉄道 配線略図」

## 外部連結
- 上豐田 - 名古屋鐵道（日語）